# Bãi tắm Hoàng Hậu
Bãi tắm Hoàng Hậu, hay còn gọi là Bãi Trứng, là một bãi tắm thuộc thành phố Quy Nhơn, tỉnh Bình Định, Việt Nam. Nơi đây đã trở thành điểm đến thu hút du khách trong và ngoài nước, đồng thời được đánh giá là một trong những bãi biển đẹp và nổi tiếng nhất ở Quy Nhơn.

## Lịch sử
Khi vua Bảo Đại đi du hành qua các tỉnh miền Trung, ông đã dừng chân để nghỉ mát và thưởng ngoạn phong cảnh. Khi ấy, vợ của vua Bảo Đại là Nam Phương Hoàng Hậu đã chọn nơi này là bãi biển của riêng mình, mỗi lần tắm các lính gác ở bên ngoài trông coi và bất cứ ai cũng không được phép lại gần. Kể từ đó, bãi tắm này có tên là Hoàng Hậu.
Ông Huỳnh Văn Ngữ, một ngư dân cao tuổi ở sát khu du lịch Ghềnh Ráng cho biết: "Năm 1927, vua Bảo Đại đã cho xây dựng một tòa biệt thự 3 tầng nguy nga ở đây, chọn làm nơi nghỉ dưỡng cho hoàng tộc. Sau này qua nhiều biến động, tòa biệt thự không còn, chỉ còn móng thôi nhưng cái tên bãi tắm Hoàng Hậu thì còn mãi cho đến hôm nay".

## Địa lý
Bãi tắm Hoàng Hậu là một bãi đá rộng hàng trăm mét vuông, nằm trong khu du lịch Ghềnh Ráng Tiên Sa thuộc phường Ghềnh Ráng, cách trung tâm thành phố Quy Nhơn khoảng 3 km về phía Đông Nam. Bãi tắm này có góc nhìn hướng về phía trung tâm thành phố, và xa xa có một ngọn hải đăng dùng làm cột mốc định hướng cho người đi biển.

## Du lịch
Địa điểm này có những hòn đá trứng xếp chồng lên nhau. Bãi đá ở Bãi tắm Hoàng hậu được gọi là Bãi Nhạn, với những phiến đá xếp chồng lên nhau tạo nên các ghềnh, các rạn. Ngoài ra, khi đi dọc bãi đá du khách sẽ bắt gặp một phiến đá đặc biệt, có bức phù điêu hình mặt người.
Khách du lịch có thể đến địa điểm này bằng xe máy hoặc taxi, chủ yếu là để tham quan, khám phá. Đồng thời họ cũng có thể tắm biển, câu cá, leo núi hoặc nghỉ ngơi, ngắm phong cảnh nơi đây. Ngoài ra, du khách còn có thể ghé thăm nhà thờ đá, mộ thi nhân Hàn Mặc Tử, Lầu Ông Hoàng... ở gần đó.
Khi đi đến bãi tắm này, du khách cũng có thể thưởng thứ những loại hải sản như ốc, sò, ghẹ, cua, mực, tôm, cá... Hải sản ở đây được chế biến ngay sau khi đi đánh bắt, chính vì vậy mà vẫn luôn giữ được mùi vị thơm ngon, đặc trưng. Ngoài hải sản ra thì bún chả, mắm nhum, bánh hỏi, bánh xèo,... cũng là những món đặc sản.